# The Fox (film, 1921)

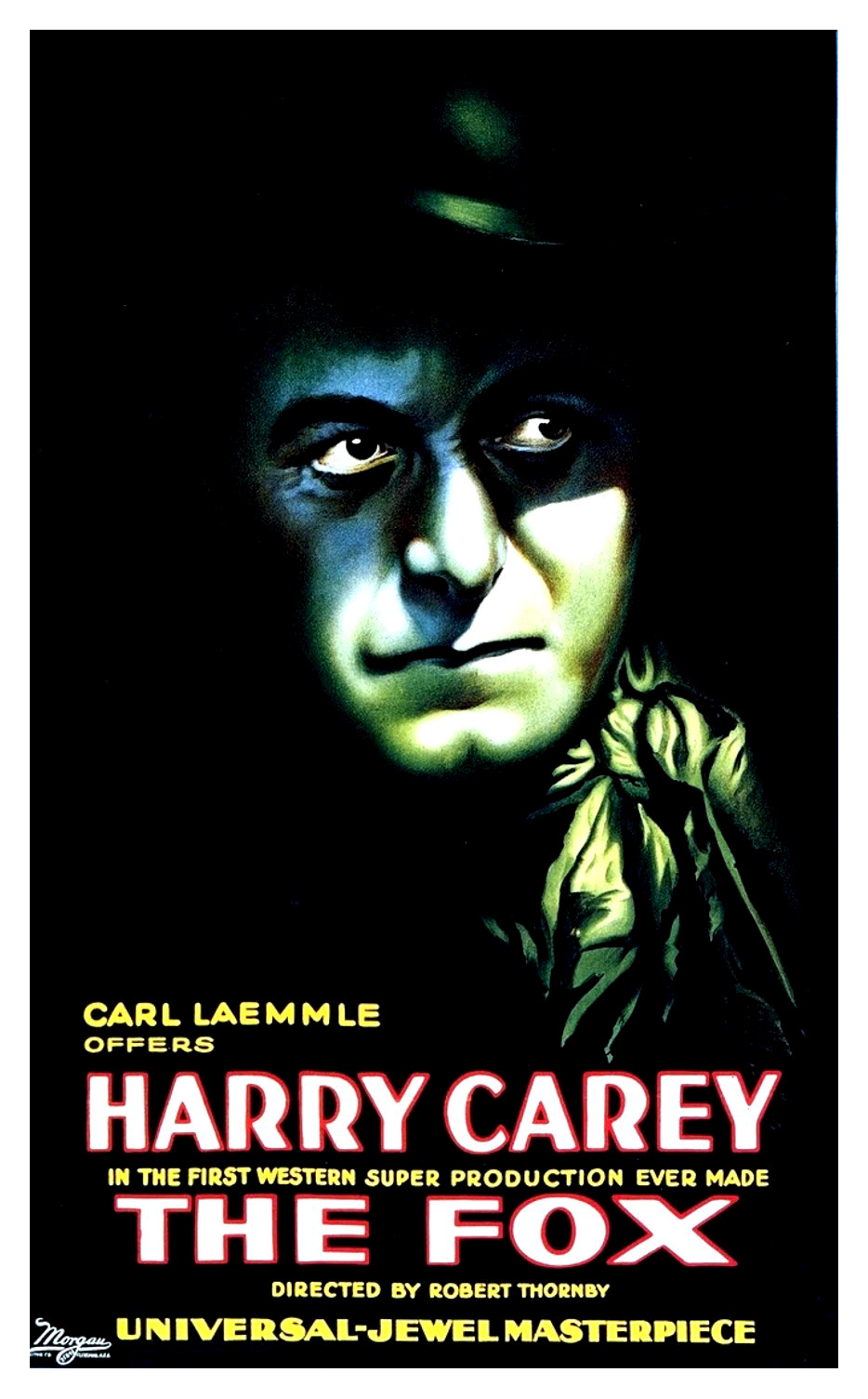
Affiche du film.

Pour les articles homonymes, voir The Fox.
The Fox est un western muet réalisé par Robert Thornby, sorti en 1921.

## Synopsis
Le vieux Santa Fe descend d'un train de marchandises qui traverse la ville. Il sauve un gamin qui aidait un mendiant d'une sévère raclée et l'adopte. En obtenant un emploi de porteur à la banque Caliente Trust Company, Santa Fe apprend que le président de la banque, Rufus B. Coulter, est de mèche avec un gang qui a donné beaucoup de fil à retordre au shérif Mart Fraser. Coulter reçoit un message par le biais du gamin selon lequel un inspecteur de banque va venir à Caliente, il envoie l'employé de banque Dick Farwell pour couvrir ses traces. Santa Fe part à la rescousse de Dick, qui a été capturé par les hors-la-loi, et tombe sur le shérif perdu dans une tempête de sable

## Fiche technique
- Réalisation : Robert Thornby
- Scénario : Harry Carey, Arthur Henry Gooden, Lucien Hubbard
- Production et distributeur : Universal Film Manufacturing Company
- Genre : Western[2]
- Photographie : William Fildew
- Durée : 70 minutes
- Date de sortie : 24 juillet 1921

## Distribution
- Harry Carey : Ol' Santa Fe
- C. E. Anderson : Rollins
- Harley Chambers : Hubbs
- Gertrude Claire : Mrs. Farwell

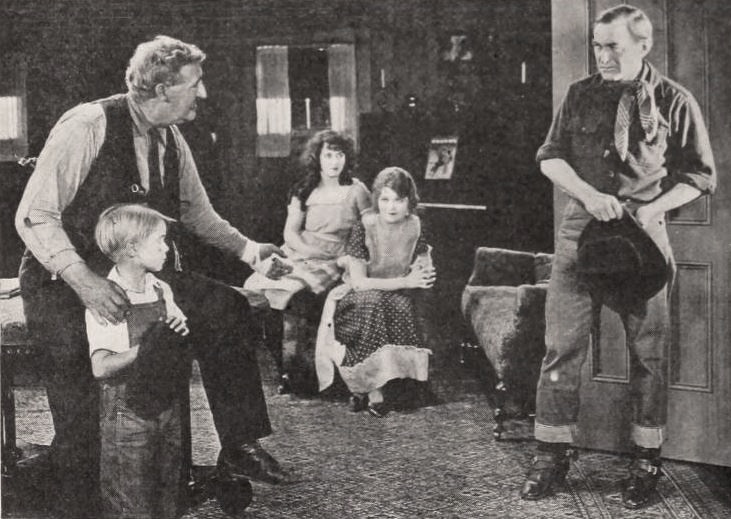
George Nichols, B. Reeves Eason, Jr., Gertrude Olmstead, Betty Ross Clarke, et Harry Carey dans une scène du film.

- Betty Ross Clarke : Annette Fraser
- George Cooper : K.C. Kid
- B. Reeves Eason Jr. : Pard
- Alan Hale : Rufus B. Coulter
- John Harron : Dick Farwell
- Charles Le Moyne : Black Mike
- George Nichols : Sheriff Mart Fraser
- Gertrude Olmstead : Stella Fraser

## Production
Plusieurs scènes du film ont été tournées à Painted rocks dans le Désert des Mojaves